# Bassano Politi
Bassano Politi (in latino Bassanus Politus; XV secolo – XVI secolo) è stato un matematico italiano.

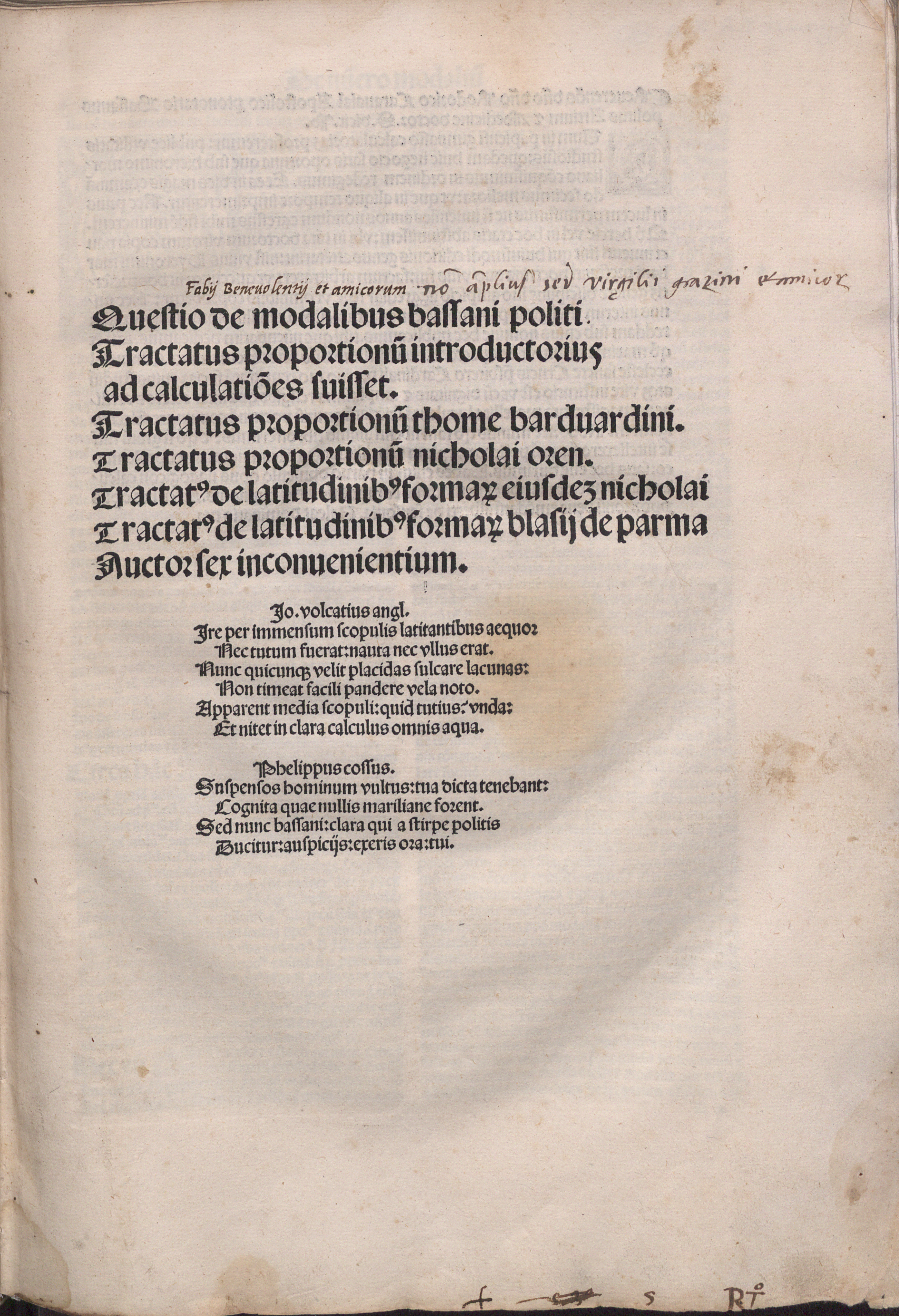
Questio de modalibus, frontespizio

Pubblicò l'opera Questio de modalibus in cui egli raccolse vari trattati medievali di autori quali Thomas Bradwardine, Nicola d'Oresme, Biagio Pelacani e Giovanni de Casali.

## Opere
- (LA) Questio de modalibus, Venezia, Ottaviano Scoto (eredi), Boneto Locatello, 1505.